# Alkáliföldpátok
Az alkáliföldpátok a tektoszilikátok alosztály földpátok csoportjába tartozó ásványok.
E szilikátokban a káliumban és a nátriumban gazdag szélső tagok között a K+ és Na+ ionok jelentős méretkülönbsége miatt nem olyan folyamatos az átmenet, mint a plagoklász sor esetében. Ráadásul az átmeneti tagokban, ahol a Na és K aránya közel egyforma, a Na-ban illetve K-ban dúsabb összetevők külön, jól lehatárolt, önálló fázisokban válnak ki egymás mellett az olvadék hűlése során. Az így kialakuló kristálystruktúrát pertitnek nevezzük.
A különböző hőmérsékleten megszilárduló kristályok azonos kémiai összetételű szilikát olvadékból (a magmából)  is eltérő szerkezetű kristályként válnak ki:
A K-ban gazdag olvadékból magas hőmérsékleen a monoklin szanidin, alacsonyabb hőmérsékleten a monoklin ortoklász, legalacsonyabb hőmérsékleten pedig a mikroklin vagy az adulár kristályai képződnek.
A Na-ban gazdag olvadékból az albit képződik, ami egyúttal a plagioklász földpátok sorozatának is szélső tagja.

## Kémiai és fizikai tulajdonságai
- Összetételük:
  - periklin:      NaAlSi3O8
  - albit:     NaAlSi3O8
  - anortoklász:   (Na,K)AlSi3O8
  - szanidin:      (K,Na)AlSi3O8
  - adulár:        KAlSi3O8
  - mikroklin:     KAlSi3O8
  - ortoklász: KAlSi3O8

Ez utóbbi három ásvány szerkezetében tér el egymástól.
- Szimmetriájuk: monoklin vagy triklin, de a triklin rendszerűek is csak kis szöghajlásúak.
- Sűrűségük: 2,55-2,63 g/cm³
- Keménységük: 6 - 6,5 (a Mohs-féle keménységi skála alapján)
- Hasadásuk: kiválóan hasadnak, több kristálytani irányban is.
- Színük: színtelen, fehér-, szürkésfehér, rózsaszín, sárgás vagy húspiros színűek
- Fényük: üvegfényűek; (001) lapjaik gyakran gyöngyházfényűek

## Szerkezetük
Kristályrácsukban az SiO4-tetraéderek térhálós (állvány- vagy tektoszilikát) szerkezetet alkotnak. Igen kis különbség van csak a triklin és monoklin alkáliföldpátok rácsszerkezete között.

## Megjelenési formáik, genetikájuk
Az ortoklász és a mikroklin inkább nyúlt, oszlopos, a szanidin és albit táblás, az adulár igen zömök oszlopos megjelenésű. Gyakoriak az ikerkristályok: többféle  ikertörvény szerint ikresednek. Kiömlési vulkáni kőzetekben zónás szerkezetűek, ahol a kristálymagok anortitban gazdagabbak, míg a peremi részeken albithoz közelítő kémiai összetételűek.
Az átmeneti összetételű alkáliföldpátok összetételét - szemben a plagioklászokéval - nem lehet optikai tulajdonságaik (fénytörésük) mérésével meghatározni.
Az alkáliföldpátok savanyú kiömlési kőzetek, savanyú, mélységi vagy alkálimagmatitok kőzetalkotói, pegmatitos vagy hidrotermális utómagmás működéssel kristályosodnak.
Egyaránt megtalálhatók magmás-, metamorf- és üledékes kőzetekben is.

## Rokon ásványfajok
- plagioklászok
- földpátok